# Gallerie del monte Soratte

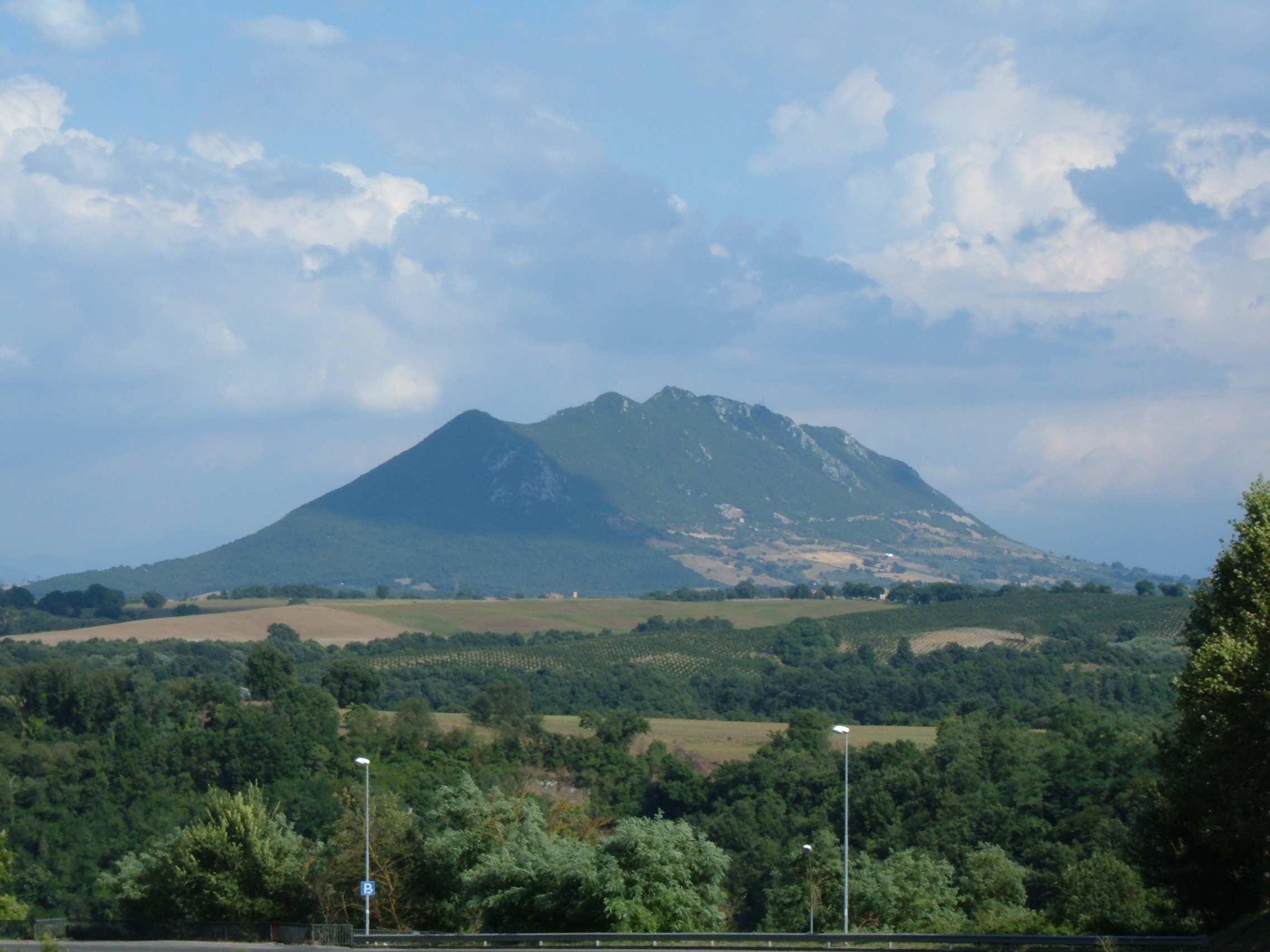
Vista del monte Soratte da Civita Castellana

Le gallerie del monte Soratte sono delle gallerie-bunker scavate all'interno del Monte Soratte, nel Comune di Sant'Oreste, situato nel territorio della città metropolitana di Roma.

## Storia

### Periodo fascista
La nascita di queste gallerie risale agli anni Trenta, quando Mussolini decise di trovare un luogo che non fosse troppo lontano da Roma (circa 44 chilometri), da utilizzare come rifugio antiaereo per le più alte cariche del Regime fascista e del Regio Esercito in particolare. Inizialmente, queste gallerie dovevano sembrare delle fabbriche per armi della Breda, tanto che, ufficiosamente, venivano denominate le "Officine Protette del Duce".
I lavori di scavo, iniziati nell'autunno del 1939, furono svolti dalla ditta Giovanni Perucchetti, sotto la direzione del Genio militare di Roma, e la lunghezza totale del lotto effettivamente realizzato fu di oltre 4 chilometri, mentre il progetto avrebbe dovuto comprendere ulteriori quattro lotti, per un totale di 14 chilometri. Altre ditte, come la "Tudini & Talenti" e la "S.I.C.A. - Società Italiana Costruzioni Antigas" di Torino, si occuparono dei lavori di impermeabilizzazione e realizzazione di infissi ed impianti speciali. L'intera opera di scavo delle gallerie venne realizzata in un arco di tempo di soli due anni e mezzo.
A livello locale, la popolazione vide favorevolmente questi lavori, che comportarono un notevole slancio economico-industriale per il territorio. Nonostante ciò, la maggior parte dei lavoratori veniva da altri centri, soprattutto dal nord Italia, in quanto maggiormente specializzati. I lavori di scavo nelle gallerie era organizzato su tre turni di lavoro di 8 ore ciascuno, a partire dalle 6 di mattina. Gli scavi si protraevano, quindi, per tutta la giornata. Gli operai addetti ai lavori venivano ripartiti tra quelli che curavano l'avanzamento dello scavo (mediante l'uso di mine), quelli adibiti al trasporto del materiale e quelli addetti ai servizi. Durante i lavori molti furono i feriti e si ebbe anche un morto, Benedetto Giacomini, deceduto all'esterno dell'area durante un incidente con un carrello di trasporto il 27 febbraio 1940.
Oltre allo scavo delle gallerie, bisognava costruire anche nuove infrastrutture stradali adeguate; furono progettate due vie d'accesso: una da nord e una da sud, di cui solo la seconda fu completata prima dello scoppio della guerra.
La struttura ipogea era pressoché ultimata, così come gli impianti di sicurezza e gli infissi interni, che risultavano installati, già nella seconda metà del 1943.
L'opera in caverna si estende per una superficie di oltre 25.000 m² calpestabili e carrabili. Il volume di escavazione, ad oggi rilevabile, ha interessato circa 300.000 metri cubi di roccia. Il perimetro protetto, che venne individuato durante le opere di escavazione, aveva un'estensione di 60 ettari, poi ridotti nel dopoguerra ai 44 ettari ancora oggi ben delimitati.

### Occupazione nazista
Nel settembre 1943, quando la Germania nazista invase il territorio italiano con l'Operazione Achse, queste gallerie furono occupate dalla Wehrmacht, precedentemente alloggiata a Frascati, sotto la guida del Feldmaresciallo Albert Kesselring, il quale decise di insediarvi la sede del comando supremo delle forze di occupazione tedesche, Oberkommando der Wehrmacht - Heeresgruppe C, nel dettaglio Oberbefehlshaber Süd. Qui rimasero per circa 10 mesi, potendo trarre vantaggio dal fatto che queste gallerie fossero un perfetto rifugio antiaereo. Ne dettero prova il 12 maggio 1944, quando due stormi di B-17 Flying Fortress partirono da Foggia, Base di Tortorella, per colpire e sconfiggere le truppe tedesche che vi si nascondevano.
Nonostante il massiccio bombardamento, operato con tecniche particolarmente distruttive e che hanno lasciato segni ben visibili ancora oggi sul Soratte, le gallerie subirono dei danneggiamenti parziali in aree anche vaste ma per lo più prossime agli ingressi esterni, mentre l'intero complesso ipogeo più in profondità ha perfettamente resistito sia a livello strutturale sia impiantistico, garantendo la sopravvivenza alla maggior parte dei soldati tedeschi che vi trovarono rifugio.
Di fatto, questo fu l'unico periodo in cui l'intera struttura venne effettivamente utilizzata e, facendo riferimento ai documenti trasmessi e ricevuti, il bunker fu attivo come Oberbefehlshaber Süd - OB Süd, poi divenuto OB Südwest (il Comando Supremo del Sud-Ovest Europa della Wehrmacht) dall'11 settembre 1943 al 4 giugno 1944.
Prima di abbandonare le gallerie, il Feldmaresciallo Kesselring ordinò di minare ed incendiare la struttura, ma anche in questo caso i danni furono relativi.
Una leggenda vuole che all'interno delle gallerie, lo stesso Feldmaresciallo fece nascondere una parte delle casse contenenti i lingotti dell'oro della Banca d'Italia stimata in circa 72 tonnellate ma, nonostante le numerose ricerche da parte di privati e da parte dell'Esercito Italiano, mai se ne trovò traccia.

### Dopoguerra
Dopo la fine della guerra, dal 1952 al 1962, le gallerie furono nuovamente utilizzate dall'Esercito Italiano come polveriera per l'artiglieria; a guardia della polveriera si trovava una guarnigione dei Granatieri di Sardegna.
Più volte tra il 1947 ed il 1959 si verificarono alcuni incidenti al di fuori delle gallerie, le cui cause sono rimaste ignote; si è ipotizzato, ad esempio, il tentativo, da parte di alcuni sovversivi, di far esplodere la struttura o di depredare il deposito di armi. Si ritenne che la polveriera venne trasferita altrove anche per la difficoltà di controllo di assalti del genere mentre, in realtà, il Governo Italiano aveva già individuato nel sito del Soratte, a metà degli anni '60, la possibilità di realizzare una struttura per la sicurezza nazionale utile in caso di attacco nucleare sulla capitale.
La polveriera ha occupato circa la metà del complesso ipogeo per un decennio e, per ovviare alla umidità naturale dell'ambiente che penetrava le volte in cemento armato, venne realizzata una volta secondaria in lastre di cemento-amianto.

### Guerra fredda

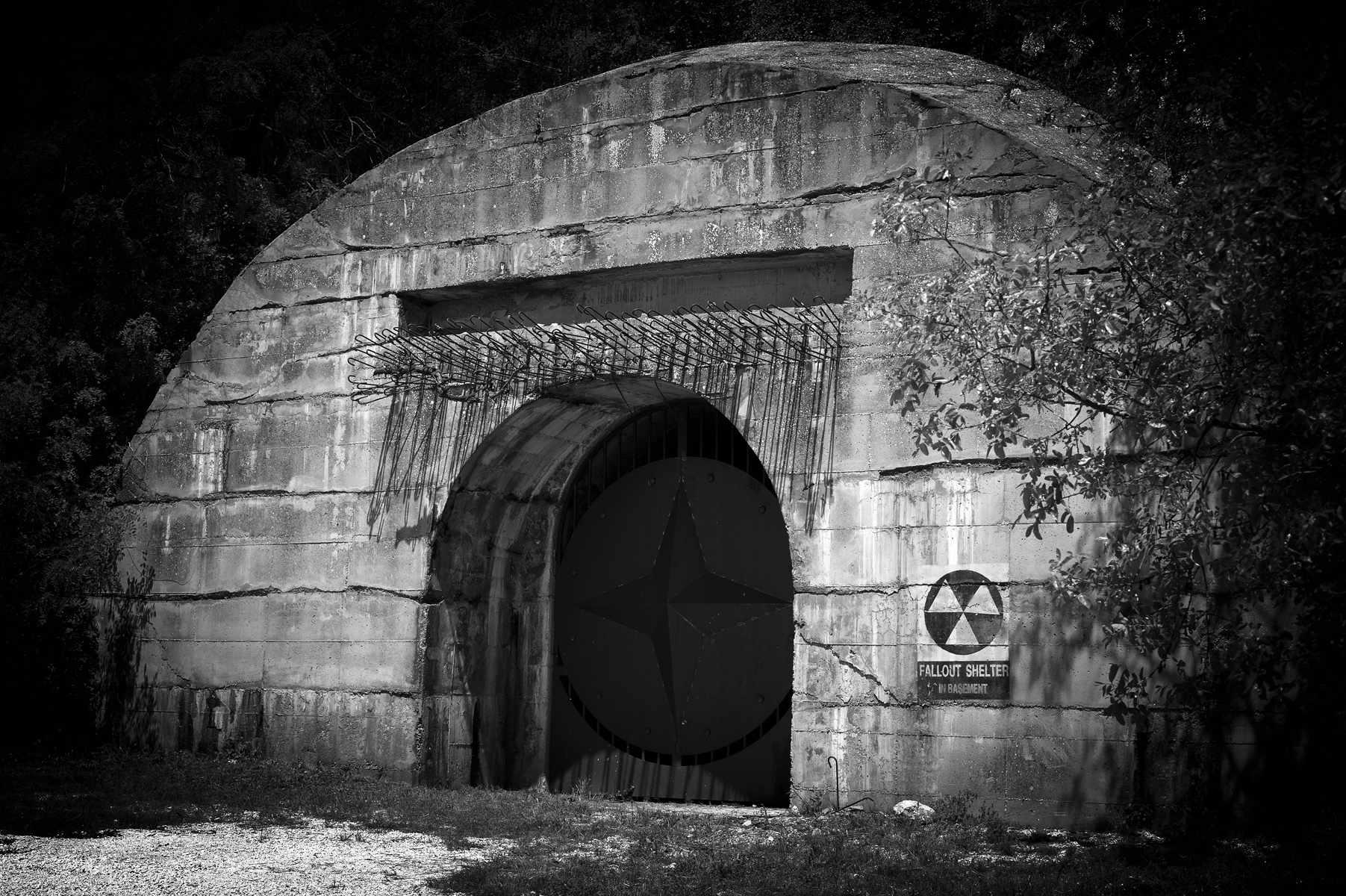
Ingresso ad un bunker anti-atomico

Le gallerie conobbero una nuova vita durante la guerra fredda: nel 1963 la Presidenza del Consiglio dei ministri, sotto l'egida della NATO, decise di riutilizzare il sito trasformandolo in bunker anti-atomico per poche "persone con alti compiti di governo": nasce il complesso che avrebbe dovuto garantire la salvezza del governo della nazione in caso di attacco nucleare su Roma.
Il complesso antiatomico, posto nel "cuore" dell'opera in caverna, si estende per 1,3 chilometri calpestabili su tre piani e si sviluppa su un volume di oltre 35.000 m³ ad una profondità di almeno 250 m, fino a raggiungere i 305 m. Le volte in cemento armato degli anni '40 realizzate negli ambiti più profondi vengono ulteriormente rinforzate mediante l'edificazione di un'ulteriore camicia di cemento armato a resistenza migliorata, di spessore pari a 60 cm, che presenta una schermatura dai neutroni ad alta energia grazie all'inserimento di uno strato flessibile di polietilene borato.
Il prototipo strutturale di tale bunker viene descritto come modello nei quaderni tecnici dell'AIEA "per il mantenimento a lungo termine di persone, oggetti e documenti utili al mantenimento del Governo d'Italia in caso di devastazione generalizzata sulla capitale".
Il progetto generale fu curato da ingegneri italiani e tedeschi; i lavori, iniziati nel 1963, furono eseguiti dall'impresa Grassetto del Gruppo Gavio e si protrassero fino al 1967. Vennero successivamente collaudati a livello strutturale, ma in parte non vennero portati a completamento, probabilmente anche per garantire l'ultima accessibilità carrabile in un ambito che sarebbe risultato utile per la fornitura definitiva di impianti e divisori.
La struttura anti-atomica fu certamente sede di alcune esercitazioni da parte della NATO avvenute tra la seconda metà degli anni '70 e la prima metà degli anni '80 e, successivamente alla fine della Guerra Fredda, fu oggetto di ulteriori progetti di riuso da parte del governo italiano.
Tra il 1993 ed il 2003 la Presidenza del Consiglio dei Ministri ipotizzò la trasformazione del bunker in un'unità C3-ISTAR sempre in ambito NATO, prima della definitiva riduzione ad usi civili che avvenne nel 2008.
L'impianto strutturale presenta notevoli spunti d'interesse quali i diaframmi di protezione in cemento armato gettato a piè d'opera di spessori variabili dai 10,50 m fino a raggiungere lo spessore di oltre 20 m di diaframma negli ambiti delle due blast-door di ingresso dall'esterno, dislocate agli estremi est ed ovest del complesso ipogeo.
Decisamente all'avanguardia, per gli anni '60, l'installazione di oltre 2600 isolatori sismici in acciaio e neoprene che avrebbero garantito la dissipazione dell'energia di un sisma provocato da un impatto nucleare di prossimità, lasciando libere le gallerie di muoversi e non trasmettendo alcun effetto agli ambienti interni.
Dal 2003 il complesso, benché collaudato a livello strutturale, venne di fatto abbandonato e, ad oggi, è rimasto intatto come all'epoca, anche in virtù della presenza di un servizio di sorveglianza armata attivo fino al 2008.

### Dismissione e recupero
L'area è stata oggetto di una duplice dismissione da parte del Demanio della Difesa: nel 2001 furono dismessi il percorso esterno e le caserme e nel 2008 venne dismessa la parte ipogea.
Fino al 2005 la popolazione locale fu ignara dell'effettiva presenza del bunker anti-atomico all'interno del complesso di gallerie e, benché molta fu la manovalanza locale utilizzata per la trasformazione, la vera funzione dei lavori e, dunque, la destinazione degli spazi ipogei non fu mai ufficialmente chiarita, neppure alle stesse imprese che vi operarono.
Il Comune di Sant'Oreste, grazie anche a finanziamenti della Comunità Europea, ha avviato dal 2003 i lavori di recupero di tutta l'area attraverso il progetto denominato "Percorso della Memoria", per farne un luogo museale che dimostri la Straordinaria e unica sovrapposizione di strutture della Seconda Guerra Mondiale e della Guerra Fredda in Italia.
Dal 21 maggio 2013, presso una delle gallerie edificate durante gli anni '30, è installata e perfettamente funzionante ancora oggi, dall'Istituto Nazionale di Geofisica e Vulcanologia, una stazione di sismica integrata nella rete nazionale di rilevamento sismico di ultima generazione denominata "SRES", con ulteriori due stazioni sperimentali satellite.
Il sito è visitabile (su prenotazione) grazie al gruppo volontario che ha fondato nel 2010 la Libera associazione culturale santorestese "Bunker Soratte", oggi divenuta A.P.S.
Le gallerie del Monte Soratte sono gemellate con Base Tuono, un museo, sito a Folgaria, dedicato alla Guerra Fredda e al sistema di difesa missilistico Nike-Hercules.

### Ferrovia Decauville
Il 9 novembre 2024, nel bunker del Monte Soratte è stata messa in funzione una ferrovia elettrica della Decauville, che consente ai visitatori di visitare 2,5 km di gallerie precedentemente inaccessibili. Il treno può essere utilizzato anche indipendentemente dal normale tour ipogeo del bunker, fatto a piedi. La particolarità è che si tratta di una ricostruzione fedele di ciò che è realmente avvenuto nel territorio del Soratte ed all'interno del bunker. Il visitatore viene portato all'interno di una realtà immersiva attraverso una audioguida tratta dai racconti originali di due santorestesi che illustrano le vicissitudini che hanno riguardato Sant'Oreste, il Soratte e il bunker dalla sua costruzione, all'occupazione nazista fino al bombardamento alleato. Una tecnologia di realtà virtuale all'avanguardia viene utilizzata per ricreare la storia, visualizzando il bombardamento del 12 maggio del 1944 al Monte Soratte durante la Seconda Guerra Mondiale.
Il progetto della Decauville, le audioguide e le ricostruzioni virtuali in 3D con realtà aumentata sono state realizzate dal Comune di Sant'Oreste e gli allestimenti interni sono opera dei volontari dell'Associazione Bunker Soratte, che gestisce il sito dal 2010. Oggi è possibile visitare il complesso di gallerie con una ferrovia a scartamento ridotto, realizzata con un design moderno e conforme alle normative vigenti, che può essere utilizzata da anziani e bambini così come dai motulesi.